# 平方村
平方村（ひらかたむら）は、かつて岐阜県羽島郡にあった村である。
現在の羽島市西部（福寿町平方）にあたり、1897年（明治30年）に浅平村・本郷村・間島村と合併し、福寿村となり消滅した。

## 沿革
- 1889年7月1日 - 町村制施行により、羽栗郡平方村が発足する。
- 1897年（明治30年）4月1日[2] - 羽栗郡と中島郡が合併し、羽島郡となる。
- 1897年4月1日 - 浅平村・本郷村・間島村と合併し、福寿村となり消滅する。